# Levomepromazina
A levomepromazina (nome comercial: Neozine) é um antipsicótico típico pertencente ao grupo das fenotiazinas que, assim como outras drogas desse grupo, é dotada de atividade antiadrenérgica, antidopaminérgica, antisserotoninérgica, anti-histamínica e anticolinérgica.

## Indicações
- Como um sedativo, em pacientes que estão a sofrer de estados psicóticos;
- Como um adjuvante para aliviar delírios, agitações, inquietações e confusões que acometem pacientes em estados terminais com sintoma de dor intensa.[1]

## Mecanismo de ação
Exerce seu efeito antipsicótico bloqueando os receptores dopaminérgicos. Seu efeito sedativo é devido a sua alta capacidade de bloquear os receptores histamínicos.

## Farmacocinética
Quando administrada por via oral, as concentrações plasmáticas são atingidas por volta de uma a três horas. Por via intramuscular, de 30 a 90 minutos após administração.